# Acerentulus rafalskii
Acerentulus rafalskii är en urinsektsart som beskrevs av Andrzej Szeptycki 1979. Acerentulus rafalskii ingår i släktet Acerentulus och familjen lönntrevfotingar. Inga underarter finns listade i Catalogue of Life.